# 亚当和夏娃的试诱 (丁托列托)
《亚当和夏娃的试诱》（意大利语： Adamo ed Eva ）是威尼斯画家丁托列托的两幅相似作品之一：一幅现藏于威尼斯学院美术馆，绘制于约 1550-1553 年；另一幅在威尼斯 圣罗格大会堂上层大厅天花板上，绘制于1577-1578 年。
丁托列托为圣三会堂画了四到五幅《创世记》主题的画作；其中两幅保存了下来，《该隐和亚伯》与《亚当与夏娃》，现在挂在在威尼斯学院提香的《圣母升天》的两侧。  